# П'ятиріг

П'ятиріг. 1 варіант

П'ятиріг. 2 варіант

П'ятиріг (пол. Pietyrog, Piatyr, Piatyróg, Piatyroch, Piętyróg, Pięcioróg) — русинський шляхетський герб, походить з Волині.

## Опис
1 варіант: На синьому гербовому полі п'ятипроменевна зірка, на якій зверху знаходиться лілія.
2 варіант: На червоному гербовому полі шестипроменева зірка, на якій зверху знаходиться лілія.

## Роди
Гербом користуавись 23 родини:
Богоїнські, Бокоїнські, Бокоємські, Ґемби, Єлежинські, Єло-Малинські, Ільницькі, Куневські, Куньовські, Малинські (Єло-Малинські), Мормидли, Мормилли, Мормоли, П'ятироги, П'єтирохи (П'ятирохи), П'ятири, Стульгінські, Триковичі, Тшебялковські, Тшебятовські, Цеминські, Церешкевичі, Церешки.
Bohoiński, Bokoiński, Bokojemski, Ciemiński, Ciereszkiewicz, Ciereszko, Gęba, Ilnicki, Jeleżyński, Jeło-Maliński, Kuniewski, Kuniowski, Maliński, Mormidło, Mormiłło, Mormoł, Piatyr, Pietyroch, Pietyróg, Stulgiński, Trykowicz, Trzebiałkowski, Trzebiatowski.